# 페어런트 트랩 2
《페어런트 트랩 2》(The Parent Trap II)는 미국에서 제작된 로널드 F. 맥스웰 감독의 1986년 가족, 코미디 영화이다. 디즈니의 1961년 영화 페어런트 트랩의 시퀄이자 페어런트 트랩 시리즈 중 2번째 작품이다. 1986년 6월 26일 "프리미어 필름스"의 일부로서 디즈니 채널을 통해 초연되었다. 헤일리 밀즈 등이 주연으로 출연하였고 조엔 바넷 등이 제작에 참여하였다.

## 출연

### 주연
- 헤일리 밀즈
- 톰 스커릿

### 조연
- 캐리 케이 하임
- 브리짓 앤더슨
- 알렉스 하비
- 글로리아 크롬웰
- 도로시 켈러

## 기타
- 원작자: 에리히 캐스트너
- 제작책임: 스티븐 노스
- 의상: 수잔 가민
- 배역: 린 크레셀